# Cousinia mobayenii
Cousinia mobayenii là một loài thực vật có hoa trong họ Cúc. Loài này được Ghahr. & Attar mô tả khoa học đầu tiên năm 2000.